# Villa Ernst Meißner
Die Villa Ernst Meißner steht im Stadtteil Serkowitz der sächsischen Stadt Radebeul, in der Richard-Wagner-Straße 13, auf einem Eckgrundstück zur Meißner Straße.

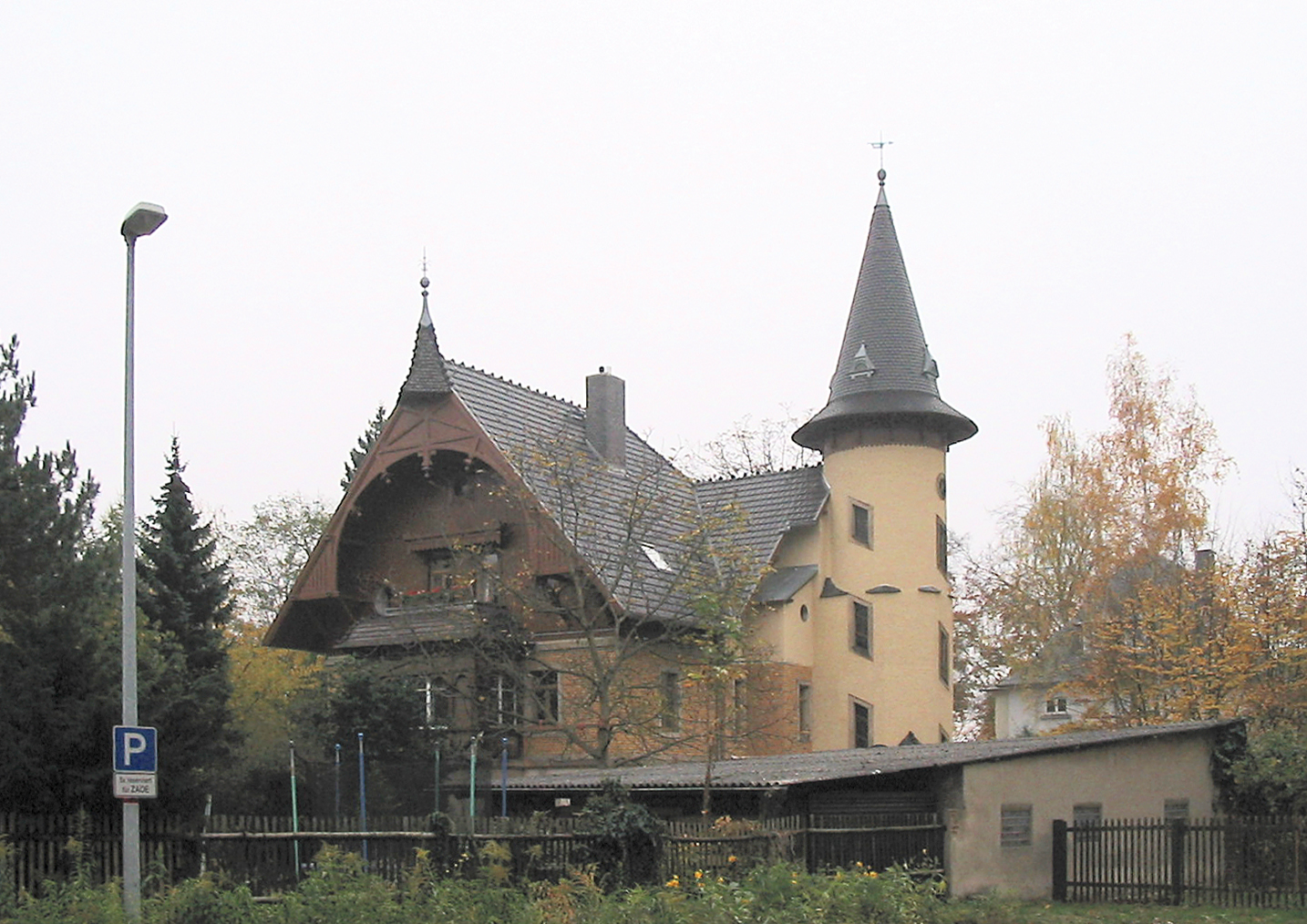
Villa Ernst Meißner, vom Parkplatz der Villa Tanger an der Meißner Straße aus. Im Vordergrund der Stall an der westlichen Grundstücksgrenze, im Hintergrund das Zweifamilienhaus Mehring

Unmittelbar benachbart sind die ebenfalls denkmalgeschützten Gebäude Richard-Wagner-Str. 11 mit dem Zweifamilienhaus Mehring sowie die Villa Tanger in der Meißner Straße 159.

## Beschreibung

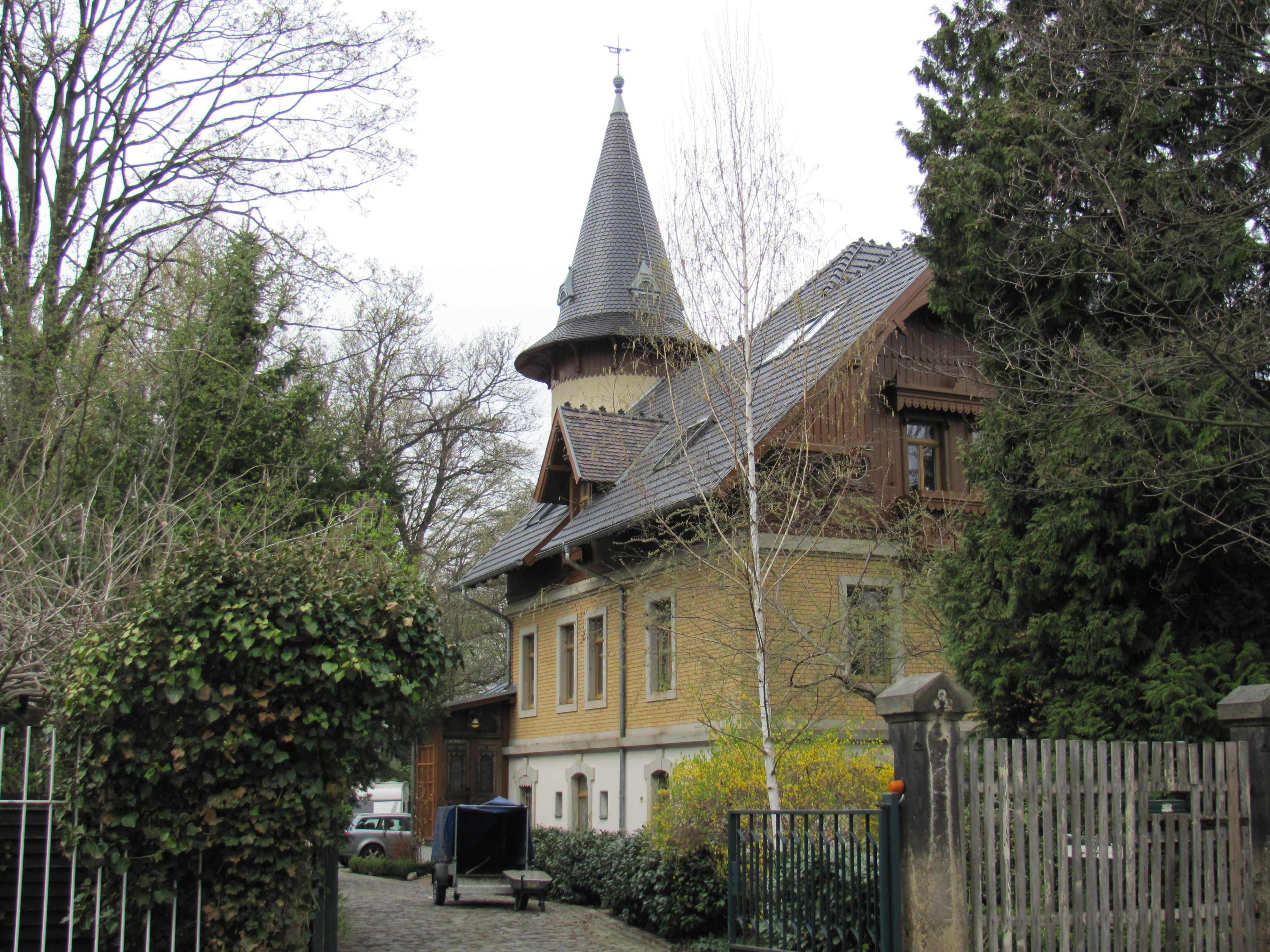
Ansicht Richard-Wagner-Straße; Zustand der Zaunfelder 2012

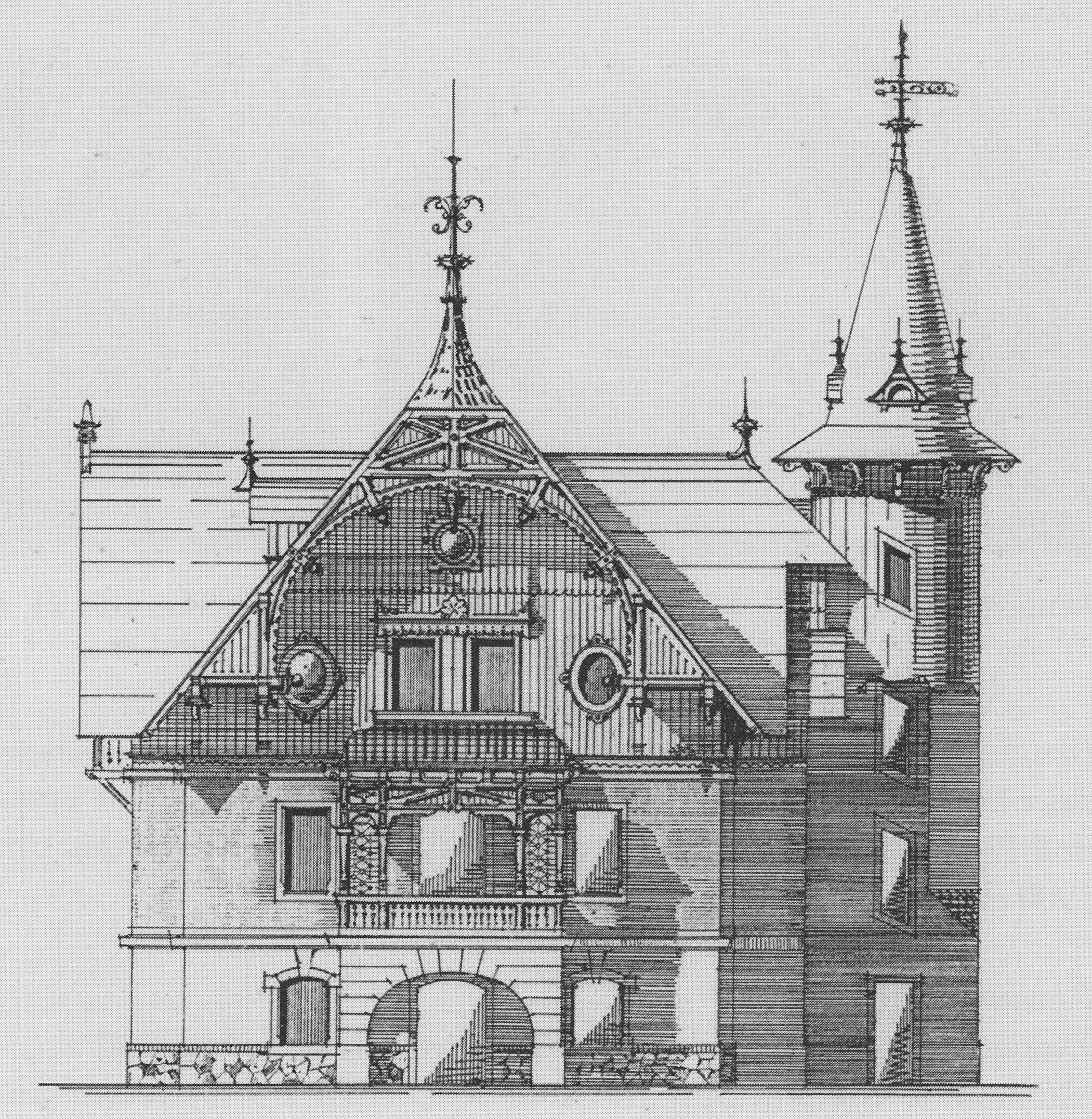
Hauptansicht von der Meißner Straße, Bauzeichnung von 1898

Die größtenteils hinter großen immergrünen Bäumen verborgene Villa steht mitsamt der Einfriedung unter Denkmalschutz. Stilistisch handelt es sich um ein Bauwerk aus dem Historismus „mit Anklängen an den Stil der Schweizerhäuser“, wie er in der Lößnitz häufig zu finden ist.
Von der Richard-Wagner-Straße ist gut der ursprüngliche langgestreckte Bau zu sehen, der mit dem Giebel zur Straße ausgerichtet ist. Das zweigeschossige Wohnhaus hat einen als Vollgeschoss zu wertenden und weit aus der Erde ragenden, verputzten Souterrain mit aufwendigen Sandsteingewänden und mit Weinspalieren. Das eigentliche Hauptgeschoss hat eine gelbliche Verblendziegelfassade mit schlichten Sandsteingliederungen. Das darüberliegende Dachgeschoss ist voll ausgebaut, die Giebelfassade sowie der Drempel sind verbrettert.
Das weit vorkragende Satteldach mit dunkler Ziegeldeckung zeigt zur im Osten gelegenen Richard-Wagner-Straße einen Holzbalkon in einem Gesprengegiebel. Nach Süden ist die Traufe mittig durch ein Dachhaus mit Dreiecksgiebel unterbrochen.
Von der Richard-Wagner-Straße aus auf der Rückseite nach Westen steht vor dem dortigen Giebel ein dreigeschossiger Treppenturm mit spitzem verschiefertem Knick-Kegeldach mit Wetterfahne. Zu diesem Turm führt ein verbretterter Aufgang mit dem Eingang in der Südwestecke.
In der Traufseite zur im Norden gelegenen Meißner Straße steht der später hinzugefügte Querflügel mit höherem Dachfirst als der Ursprungsbau. Die Breite des neuen Flügels entspricht fast der Länge des älteren Baukörpers. Auch diese Hauptansicht zeigt ein weit vorkragendes Satteldach mit hölzernem Gesprengegiebel, darunter eine hölzerne Veranda auf massivem Unterbau sowie mit einem Austritt obenauf aus dem verbretterten Giebel.
Die Einfriedung ist ein schmiedeeiserner Zaun zwischen aufwendigen Sandsteinpfeilern.

## Geschichte

Bahnhof Weintraube; hinten links der spitze Treppenturm der Villa (um 1900). Der Taleinschnitt im Hintergrund (rechts der Villa) ist der Lößnitzgrund

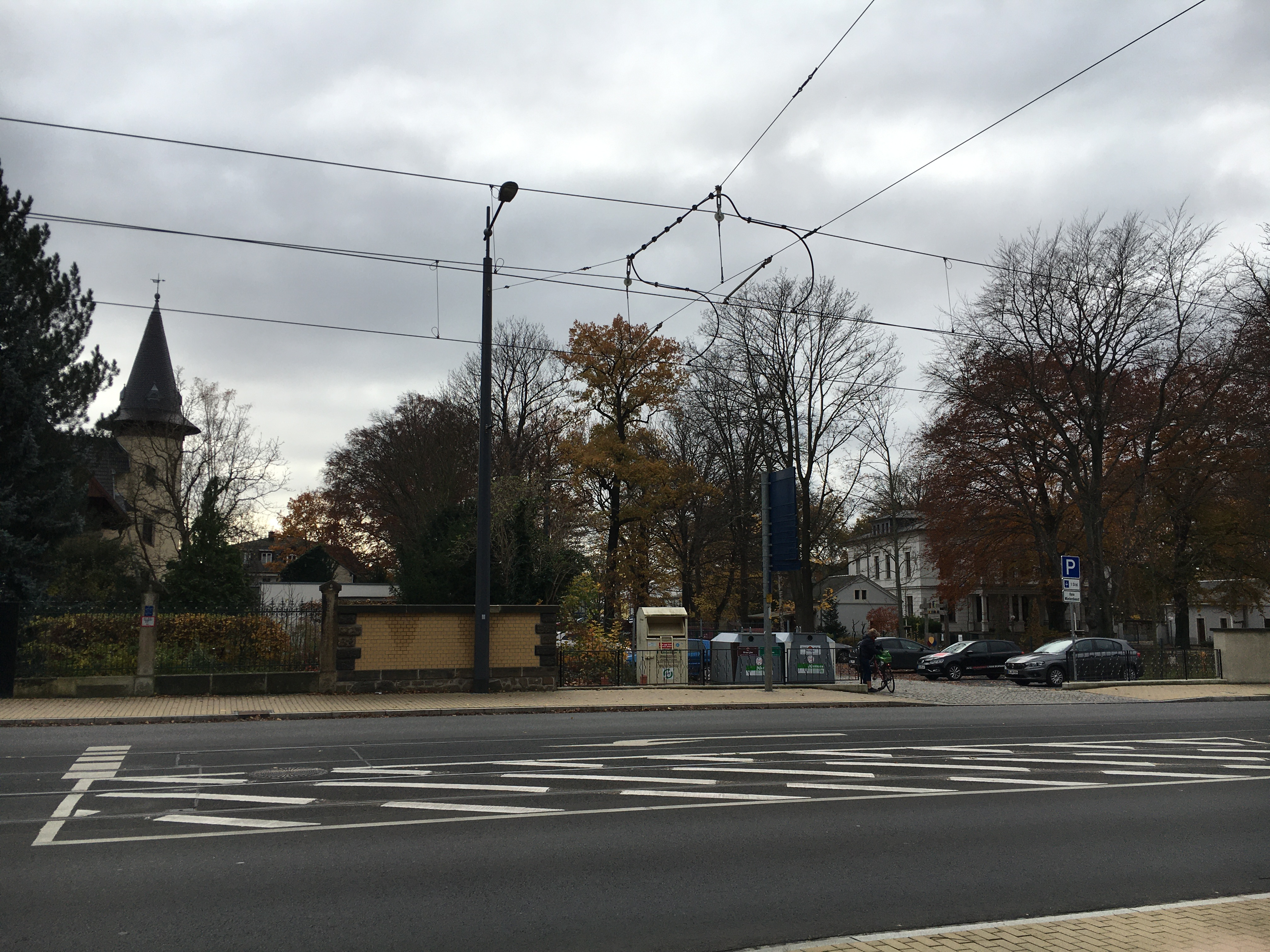
Villa Ernst Meißner (links, Serkowitz) und Villa Tanger (Kötzschenbroda). Der Kamerastandpunkt gehört zu Niederlößnitz

Laut Adressbuch von 1897 gehörten Ernst F. Meißner die beiden nebeneinanderliegenden Grundstücke Königstr. 3 (heute Richard-Wagner-Str. 13) sowie Königstr. 2 (heute Richard-Wagner-Str. 11 mit dem Zweifamilienhaus Mehring); vermerkt ist weiterhin, dass „Meißner, Ernst F., Baumstr.“ als Eigentümer 1897 dort eine Sommerwohnung bewohnte, eine Eintragung, die 1900 im Adressbuch nicht mehr zu finden ist. Laut Radebeuler Denkmaltopografie ging die Villa laut Bauakte aus der Erweiterung eines nur im Sommer nutzbaren „Gärtnerhauses“ (Sommerwohnung) hervor, das Baumeister Friedrich Ernst Meißner aus Dresden als Bauender und Ausführender 1892/94 errichtet hatte. 1896 folgte ein Baugesuch zur Errichtung eines Stalls.
Meißner beantragte 1897 eine „wesentliche Vergrößerung, bei der das Dach teilweise erhöht [sowie] der Treppenturm und der Querflügel in der rechten Seitenansicht hinzugefügt wurden.“ Die amtliche Ingebrauchnahmegenehmigung erging am 10. Juni 1898. An der Durchführung des Umbaus war das „Bureau für Architektur und Bauausführungen, Dresden-Altstadt“ von Baumeister Richard Stopp beteiligt.
Die Villa war bereit zur Zeit ihrer Errichtung verkehrlich gut erschlossen, da am Ende der damaligen Königstraße die 1838 errichtete Station Weintraube lag, ein Bahnhof der Eisenbahnstrecke von Dresden nach Leipzig. Heute verkehrt dort die Dresdner S-Bahn. Ab 1899 verkehrte zusätzlich auf der anliegenden Meißner Straße die elektrifizierte Lößnitzbahn, eine Überlandstraßenbahn zwischen Kötzschenbroda und dem Straßenbahn-Umsteigepunkt Mickten in Dresden. Diese ist heute die Linie 4 der Dresdner Straßenbahn.
Zwischen der Villa Tanger im Westen und der Villa Ernst Meißner verlief die Gemeindegrenze zwischen Kötzschenbroda und Serkowitz, die nach der Eingemeindung 1905 von Serkowitz nach Radebeul dann 1924 zur Stadtgrenze zwischen den jeweils zur Stadt erhobenen Kötzschenbroda und Radebeul wurde. Erst mit der Vereinigung beider Städte 1935 zur heute gemeinsamen Stadt Radebeul wurde die Grenze wieder zur Stadtteilgrenze.
Nach der politischen Wende in der DDR wurde die Villa denkmalgerecht restauriert.

## Ernst Meißner

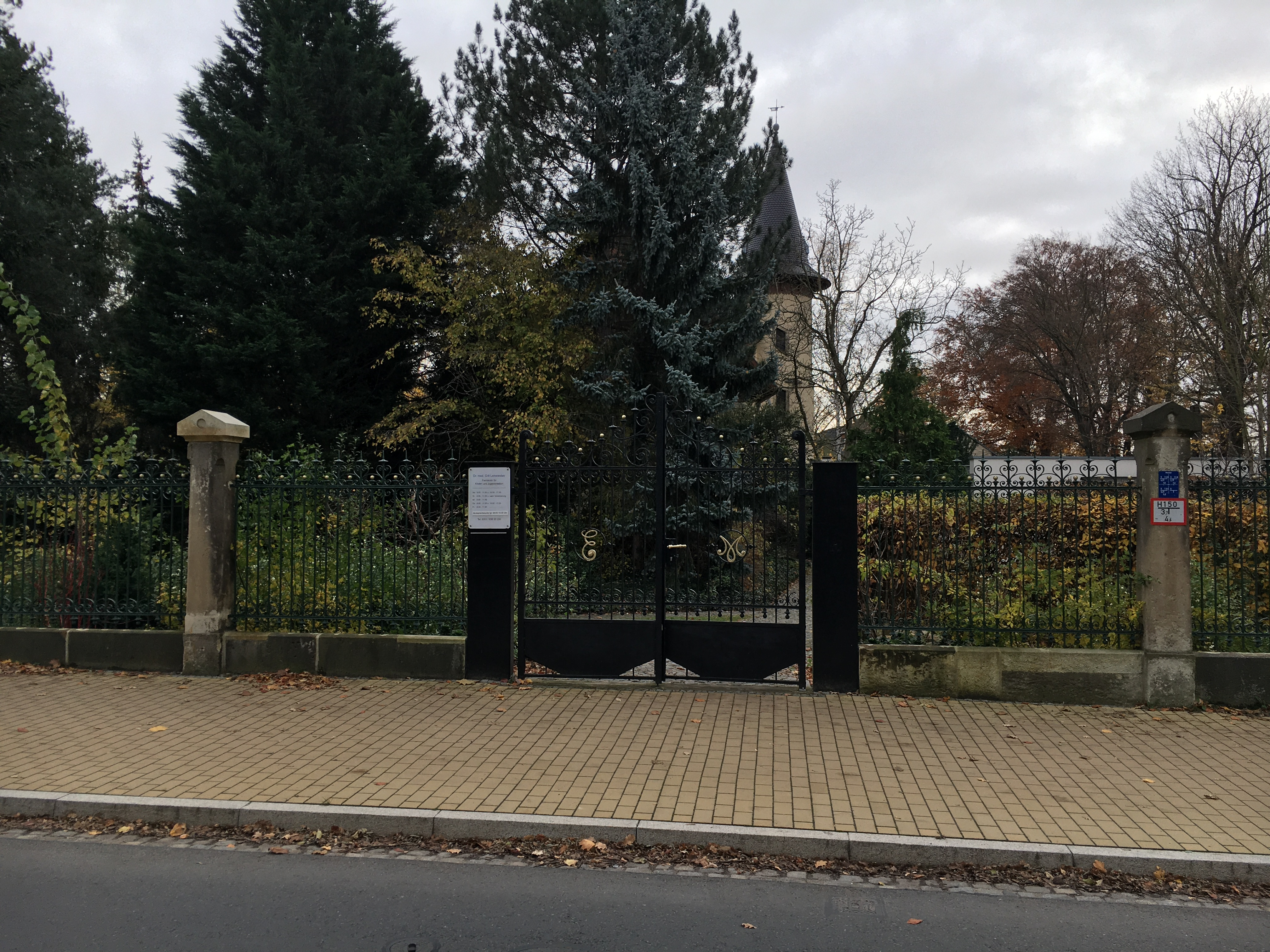
Pforte an der Meißner Straße mit den Initialen E M für Ernst Meißner und erneuerten Zaunfeldern (2021)

Die amtliche Denkmalerklärung hat einige Anmerkungen zu Meißner: Gemäß der Dresdner Adressbücher war Meißner 1898 in Dresden in der Carolinenstraße 8 ansässig; 1899 dann in Serkowitz unter der Adresse hier und
1911 in Radebeul, da Serkowitz 1905 dorthin eingemeindet wurde.
Meißner hatte sein Büro weiterhin in Dresden in der König-Johann-Straße 13. In Dresden gehörte ihm auch die Antonstraße 8, die von ihm „als Bauender und mit großer Wahrscheinlichkeit auch als Entwerfender“ von 1896 bis 1897 errichtet wurde.
Auf einen Ernst Meißner als Ausführenden (Entwerfenden?) gehen auch die Mietvilla Am Hellerrand 8 in Klotzsche und der Umbau der dortigen Feierhalle zur Ludwig-Kossuth-Kirche in Rähnitz zurück.